# Kruipklokje
Kruipklokje ofwel Servisch klokje (Campanula poscharskyana) is een plantensoort uit de klokjesfamilie (Campanulaceae). De plant is vernoemd naar de Duitse botanicus Gustav Adolf Poscharsky (1832-1915), inspecteur van de botanische tuin te Dresden en de grondlegger van de botanische tuin Schellerhau te Altenberg (Saksen).

## Determinatie
Kruipklokje is een overblijvende plant die een hoogte bereikt van 15–35 cm. De bladeren zijn eirond tot iets langwerpig. De soort bloeit van juni tot september. De bloeiwijze heeft lavendelblauwe bloemen die (ondanks de naam) niet duidelijk klokvormig ogen, maar eerder sterachtig. Wel zijn de kroonbladen aan de basis vergroeid.

### Gelijkende taxa
Kruipklokje lijkt op dalmatiëklokje, maar verschilt hiervan doordat de bloemkroon nog iets meer stervormig is, meer blauwachtig in plaats van paarsachtig, en de bladeren iets korter (2,5–4 cm lang).

## Ecologie
Kruipklokje groeit op stenige plekken, hoofdzakelijk tussen voegen en spleten. Ze komt vooral voor in de voegen van muurvoeten, maar op oudere muren kan ze ook de muur zelf koloniseren. Het gaat om standplaatsen in de schaduw tot in de volle zon. Ze groeit niet op plekken waar water blijft staan.
De vermeerdering vindt zowel door zaad als vegetatief vanuit wortelstokken plaats. In strenge winters kunnen de bovengrondse delen van de plant afsterven. De wortels zijn echter zeer winterhard, waardoor de plant het volgend jaar weer opkomt. Als bergplant kan de plant slecht tegen hete zomers. De plant wordt in Noordwest-Europa af en toe bezocht door slakken.

## Verspreiding
Het natuurlijke verspreidingsgebied van kruipklokje strekt zich uit over de Dinarische Alpen op de Balkan.

## Cultivatie
De plant heeft regelmatig terugsnijden nodig, anders krijgt ze de neiging wat slordig te ogen. Enkele cultivars die dit opvangen zijn:
- Campanula poscharskyana 'Blue Gown'
- Campanula poscharskyana 'Freya'
- Campanula poscharskyana 'E.H. Frost'
- Campanula poscharskyana 'Glandore'
- Campanula poscharskyana 'Lisduggan Variety'
- Campanula poscharskyana 'Senior'
- Campanula poscharskyana 'Silberregen'
- Campanula poscharskyana 'Stella'